# Devendrosentis garuai
Devendrosentis garuai är en hakmaskart som beskrevs av Sahay, Sinha, Gosh 1971. Devendrosentis garuai ingår i släktet Devendrosentis och familjen Quadrigyridae. Inga underarter finns listade i Catalogue of Life.